# Sankt Goar
Sankt Goar er en by på venstre bred af Mittelrhein i Rhein-Hunsrück-Kreis i den tyske delstat Rheinland-Pfalz. Byen består af bydelene Kernstadt Sankt Goar, Biebernheim, Werlau, Fellen og An der Loreley.
Sankt Goar er kendt for sin centrale placering langs den "Romantiske Rhin", som blev optaget på UNESCOs Verdensarvsliste juli 2002. Ruinerne af Burg Rheinfels, ligger på klippen ovenfor byen. På den anden side af Rhinen ligger søsterbyen Sankt Goarshausen med sine egne borge, Burg Katz og Burg Maus (“kat” og “mus”). Den berømte Lorelei klippe ligger lidt længere oppe ad floden på den modsatte bred.

## Galleri
- Sankt Goar
- Monument for Sankt Goar
- Udsigt ud over Sankt Goar